# 勤務評定
勤務評定（きんむひょうてい）とは、公務員において人事の公正な基礎の一つとするために、職員の執務について勤務成績を評定し、これを記録することをいう（人事院規則一〇－二（勤務評定制度）（昭和27年4月19日人事院規則一〇―二）第1条）と規定されていたもの。

## 国家公務員
国家公務員の勤務評定については、1947年に成立した国家公務員法に基づいて制定された人事院規則一〇－二（勤務評定制度）により勤務評定が行われていた。2007年の国家公務員法の改正により人事評価制度が導入されたことにより、勤務評定制度は廃止された。以下は廃止時点での勤務評定の規定である。

### 勤務評定の具備すべき必要条件
第2条　勤務評定は、職員が割り当てられた職務と責任を遂行した実績（以下「勤務実績」という。）を当該官職の職務遂行の基準に照らして評定し、並びに執務に関連して見られた職員の性格、能力及び適性を公正に示すものでなければならない。
- 2　勤務評定は、あらかじめ試験的な実施その他の調査を行つて、評定の結果に識別力、信頼性及び妥当性があり、且つ、容易に実施できるものであることを確かめたものでなければならない。
- 3　勤務実績の評定方法は、次の各号に定める基準に該当するものでなければならない。

一　職員の勤務実績を分析的に評価して記録し、又は具体的に記述し、これに基いて総合的に評価するものであること。
二　二以上の者による評価を含む等特定の者の専断を防ぐ手続を具備するものであること。
三　評定を受ける職員の数並びに職務の種類及び複雑と責任の度を考慮して一括することが適当と認められる職員の集団について、評点の分布を定め、又は平均点数を規制する等評定の識別力を増し、且つ、その不均衡の是正を容易にする手続を具備するものであること。

### 勤務評定の実施の除外
第3条　勤務評定は、次に掲げる職員については、実施しないことができる。
一　会計検査院、人事院、内閣官房、内閣法制局、内閣府、宮内庁並びに内閣府設置法（平成11年法律第89号）第49条第1項及び第2項に規定する機関並びに国家行政組織法（昭和23年法律第120号）第3条に規定する国の行政機関の官房長、局長、部長若しくはこれと同等以上の官職又は内閣府設置法第18条、第37条、第39条、第40条、第43条及び第54条から第57条まで（宮内庁法（昭和22年法律第70号）第18条第1項において準用する場合を含む。）、宮内庁法第16条及び第17条第1項並びに国家行政組織法第8条から第9条 まで及び第22条に規定する機関等のこれらに準ずる官職を占める職員
二　職務と責任の類似するものが著しく少ない官職を占める職員、隔遠の地に所在する官署の長その他勤務評定を実施することが著しく困難と認められる職員
三　臨時的職員
四　非常勤職員（国家公務員法第81条の5第1項に規定する短時間勤務の官職を占める職員を除く。）
五　その他人事院の定める職員

### 勤務評定の結果の活用
第4条 　所轄庁の長は、勤務評定の結果に応じた措置を講ずるに当つて、勤務成績の良好な職員については、これを優遇して職員の志気をたかめるように努め、勤務成績の不良な職員については、執務上の指導、研修の実施及び職務の割当の変更等を行い、又は配置換その他適当と認める措置を講ずるように努めなければならない。

## 地方公務員
地方公務員についても、1950年に成立した地方公務員法を根拠として勤務評定が行われていた。2014年に地方公務員法の改正により、人事評価制度が導入されたことにより、勤務評定制度は廃止された。